# 喬治縣 (密西西比州)
是美國密西西比州東南部的一個縣，東鄰阿拉巴馬州。面積1,253平方公里。根据美國2000年人口普查，共有人口19,144人。縣治盧斯代爾（Lucedale）。
成立於1910年3月16日。縣名紀念密西西比州最高法院法官、聯邦參議員詹姆斯·Z·喬治（James Zachariah George）。